# 山内一豊
山内 一豊（やまうち かずとよ/かつとよ）は、戦国時代から江戸時代初期にかけての武将、大名。土佐山内氏、土佐藩初代藩主。家紋は三つ柏紋。
父は岩倉織田氏の重臣・山内盛豊、母は法秀尼。祖父は久豊。兄に十郎、弟に康豊。妻は内助の功で知られる見性院。通称は伊右衛門もしくは猪右衛門（いえもん）。後に康豊の長男・忠義（第2代藩主）を養子とした。豊臣秀吉、徳川家康らに仕え、関ヶ原の戦いの小山評定において率先して徳川方に従った功績により、土佐国9万8千石を与えられた。その後、高直しにより20万2,600石に加増された。

## 出自と読み

### 出自

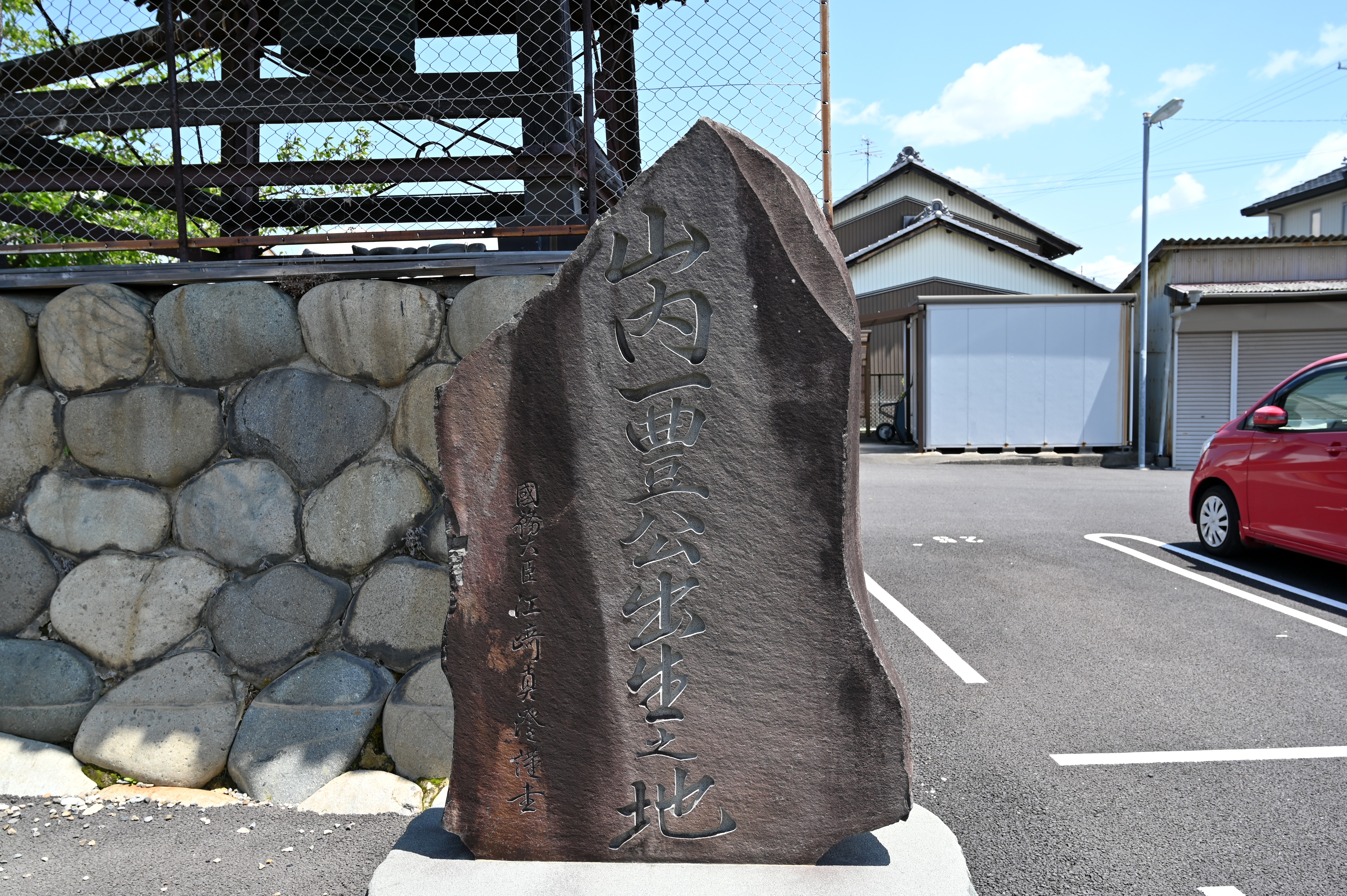
山内一豊出生地の碑（愛知県一宮市法蓮寺）

山内氏の出自について、江戸時代後半に作成された『寛政重修諸家譜』に土佐藩が提出した内容によれば、藤原秀郷の子孫である首藤山内氏の末裔である。ただし、首藤山内氏の明らかな末裔は戦国時代当時には別に備後に存在し（この山内氏はその後毛利氏に帰属し、江戸時代まで続いている）ている一方、一豊の山内氏は曽祖父以前から八代分について名前すら伝わっておらず、首藤山内氏の末裔であるか否かは不明である。また会津地方では蘆名氏に仕えた山内氏（首藤山内氏の庶流）の子が流浪して信長に仕えたのが一豊であるとする伝承もあるが、これは尾張時代の一豊の事績と合致しないために否定されている。
一豊の山内氏が尾張国（愛知県西部）に名を表すようになったのは一豊の祖父・久豊からであると考えられている。それ以前については丹波三宮城（京都府船井郡京丹波町三ノ宮）あたりを拠点としていた小豪族がそれに当たるとも考えられるが、定かではない。ただし一豊の父・盛豊については尾張上四郡を支配する守護代・岩倉織田氏に重臣として仕えていたことは間違いない。

### 「山内」「一豊」の読み
「山内」の読みについて、多くの歴史参考書や辞典などでは「やまのうち」と訓むとされてきた。これは、土佐山内氏が祖先であるとする首藤山内氏が「やまのうち」と訓むことによる。現に首藤山内氏が苗字の元とした鎌倉・山内庄（神奈川県鎌倉市山ノ内）の地名は「やまのうち」と訓む。一方、一豊の山内氏は、前出の『寛政重修諸家譜』には「やまうち」と平仮名でルビがふられている。また、淀殿の侍女大蔵卿局による一豊宛の書簡には平仮名で「やまうちつしまどの」となっており、これらの点から最近では「やまうち」と訓むのが正しいと考えられている。「一豊」の読みについては、一般的には「かずとよ」と訓まれてきたが、一豊が偏諱を家臣に与えた際の訓みから「かつとよ」と考えられている 。

## 生涯

### 立身

山内一豊立志像
（愛知県一宮市黒田城址）

岩倉織田氏の重臣・山内盛豊の三男として尾張国岩倉（現在の愛知県岩倉市）に生まれる。一説によると、黒田城 (尾張国)（現在の愛知県一宮市木曽川町）ともされている。当時山内家は岩倉織田氏（当主は織田信安、後に信賢）の配下で、父の盛豊は家老として仕えていた。やがて岩倉織田氏は同族の織田信長と対立する。弘治3年（1557年）に兄十郎が盗賊（織田信長の手勢であるといわれる）に黒田城を襲撃された際に討死、さらに永禄2年（1559年）に岩倉城が落城した際、父の盛豊は討死もしくは自刃する。こうして主家と当主を失った山内一族は離散し、諸国を流浪する。
一豊は苅安賀城（一宮市）主・浅井新八郎（政貞）をはじめ、松倉城（岐阜県各務原市）主・前野長康、美濃国牧村城（岐阜県安八郡安八町）主・牧村政倫や近江国勢多城（滋賀県大津市）主・山岡景隆に仕える。景隆が織田信長に逆らって出奔したことから、永禄11年（1568年）頃から信長の配下に入り、木下秀吉（後の豊臣秀吉）の下で家人となったと考えられるが、秀吉への仕官を天正2年頃とする説もある。
元亀元年（1570年）9月の姉川の戦いで初陣し、天正元年（1573年）8月の朝倉氏との刀禰坂の戦いでは顔に重傷を負いながらも敵将三段崎勘右衛門を討ち取った。この戦闘の際、一豊の頬に刺さったとされる矢は、矢を抜いた郎党の五藤為浄の子孫が家宝とし、現在、高知県安芸市の歴史民俗資料館に所蔵されている。これらの功績により、近江国浅井郡唐国（現在の長浜市唐国町）で400石を与えられた。
なお、「山内一豊の妻」こと見性院との結婚は、『山内家御家譜』では天正の初期と書かれており正確な年月は明らかではないが、高知大学名誉教授の山本大は元亀の初めから天正元年（1573年）の間が結婚の時期ではないかと指摘している。
天正4年（1576年）の竹生島奉加帳に「山内伊右衛門」と署名しており、この頃までには秀吉の直臣となっていたことが確認されている。
天正5年（1577年）には、播磨国有年（兵庫県赤穂市内）を中心に2000石を領した。その後も秀吉の中国地方経略に加わり、播磨の三木城を巡る戦い（三木合戦）や因幡の鳥取城包囲・高松城水攻め（備中高松城の戦い）などに参加している。
天正9年（1581年）の馬揃えの際には、妻が蓄えておいた黄金で良馬を買って夫に武士の面目を施させたという美談がある。しかしながら、妻が名馬を買い与えたという一次（基本=根本）史料は皆無である。一豊が死去してから百年近く経って編纂された新井白石の『藩翰譜』や､室鳩巣の『鳩巣小説』に詳細が記されているが､その根拠が具体的でないばかりか、話の辻褄も全く合っていない。おそらく夫唱婦随の夫婦関係と､その間の見性院の積年の内助を表す象徴的な話として脚色されたものと察せられる。

### 豊臣家の小大名として

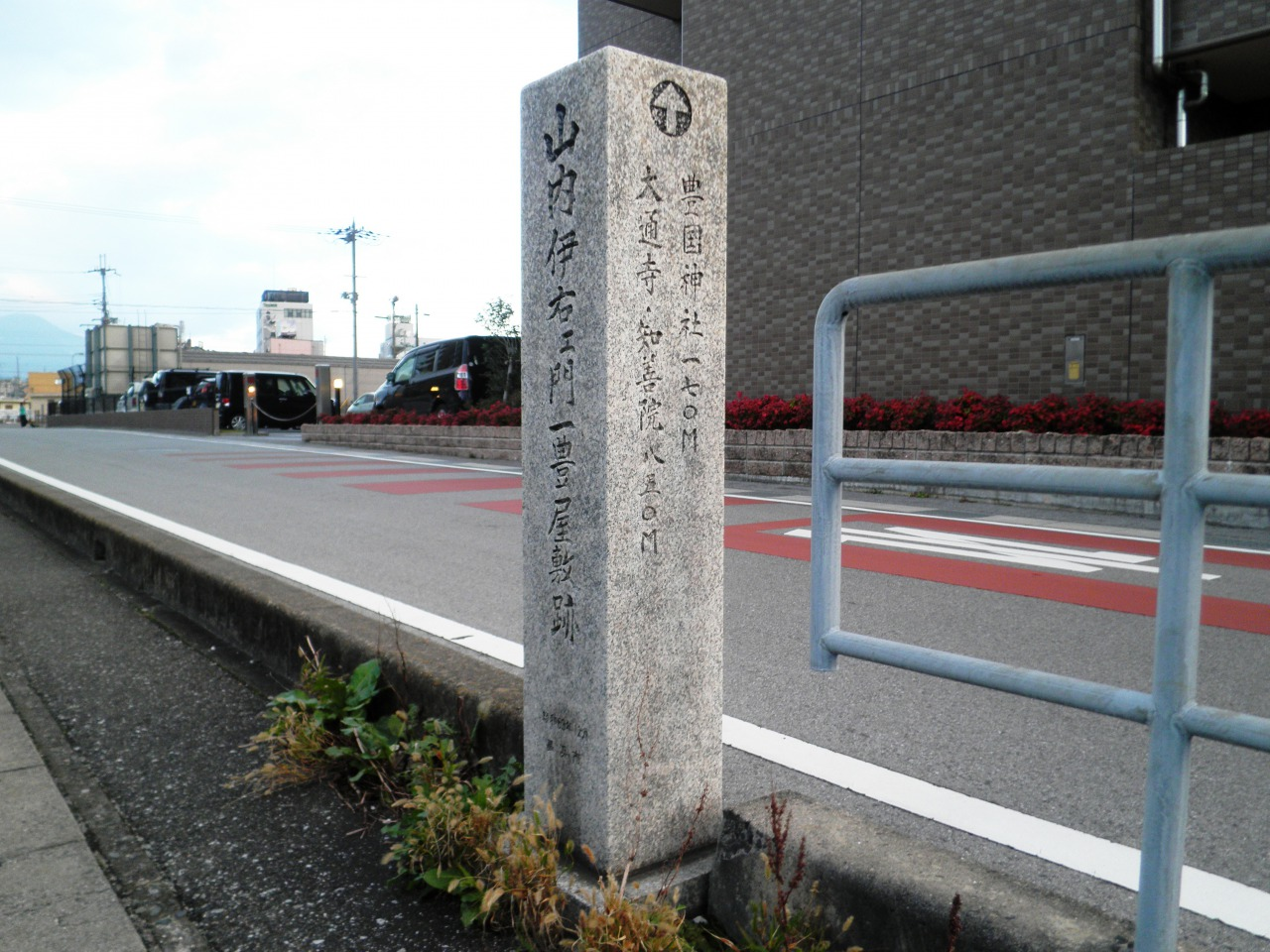
山内一豊屋敷跡（滋賀県長浜市）

天正11年（1583年）の賤ヶ岳の戦いでは、その前哨戦である伊勢亀山城（三重県亀山市）攻めで一番乗りの手柄をあげている。また、翌12年（1584年）の小牧・長久手の戦いでは、秀吉の命で、家康を包囲するための付城構築の作業に当たっている。
四国平定後、羽柴秀次（豊臣秀次）が大幅に加増されると、田中吉政・堀尾吉晴・中村一氏・一柳直末と共にその宿老の1人として付けられて、天正13年（1585年）には若狭国高浜城主、まもなく秀次が近江八幡に転封すると、一豊も近江へ移り、長浜城主として2万石を領した。天正18年（1590年）の小田原征伐にも参戦し、秀次に従い山中城攻めにも参加した。織田信雄の改易に伴って再び秀次が尾張・伊勢で加増されると、一豊ら宿老衆も転封して、遠江国掛川に5万1000石の所領を与えられた。この頃から大名としての行動が見られ、掛川では城の修築と城下町づくりを行い、更に洪水の多かった大井川の堤防の建設や流路の変更を川向いを領する駿府城主中村一氏とともに行っている。朝鮮の役では、他の秀次配下の諸大名と同じく出兵を免れたが、軍船の建造や伏見城の普請などを担当して人夫を供出した。
文禄4年（1595年）に秀次が謀反の疑いで処刑され、この頃に秀次の宿老であった前野長康と渡瀬繁詮はこの事件の責任を負わされて、秀次を弁護した繁詮は切腹を命じられ、長康は中村一氏に預かりとされて蟄居後、賜死とされた。しかし一豊や田中・中村・堀尾ら配下の大名衆は、秀吉の命令を遂行して秀次らを取り調べる立場となり、秀次の処断の後で逆に遺領から8000石を加増されている。

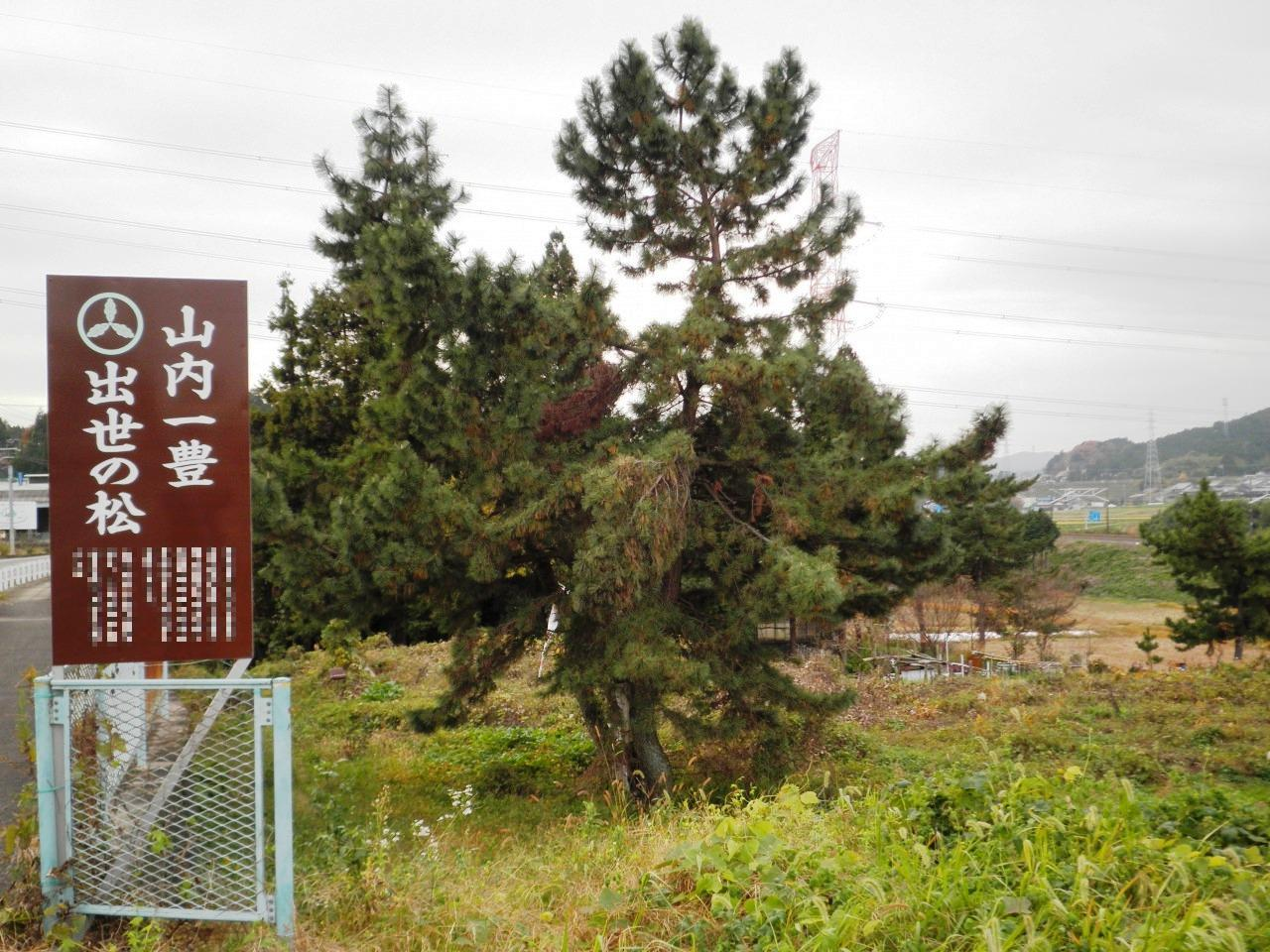
岐阜県不破郡関ケ原町にある関ヶ原の戦いの山内一豊陣跡（山内一豊出世の松）

秀吉の死後の慶長5年（1600年）には五大老の徳川家康に従って会津の上杉景勝の討伐に参加した。家康の留守中に五奉行の石田三成らが挙兵すると、一豊は下野国小山における軍議（小山評定）で諸将が東軍西軍への去就に迷う中、真っ先に自分の居城である掛川城を家康に提供する旨を発言し、その歓心を買って東軍に組した。この居城を提供する案は堀尾忠氏と事前に協議した際に堀尾が発案したが、油断してうっかり洩らしたものを聞き、自分の案として家康に申し出、感謝を受けたと言われる。また大坂の妻からの密書で石田三成の挙兵の知らせを受けたという話も有名である。これらは話の信憑性には疑問があるものの、東海道筋の他の大名である中村一氏が死の床にあり、同じく忠氏の父である堀尾吉晴も刺客に襲われて重傷を負うなど老練な世代が行動力を失っている中で、周辺の勢力が東軍に就くよう一豊がとりまとめていた。三河国吉田城主の池田輝政など、この時期に一豊と接触しており、豊臣恩顧の家臣衆の取り纏め役を果たしていたと考えられる。
関ヶ原の戦いの前哨戦である河田島村と米野村での戦いで、西軍に味方した岐阜城主の織田秀信の軍勢を、池田輝政や浅野幸長らと共に破った。本戦でこれらの武将は南宮山に陣取った毛利・長宗我部軍などの押さえを担当したが、東軍に内応していた毛利軍先鋒の吉川広家隊が南宮山にいたためにさしたる戦闘もなく、輝政を残して主戦場へ移動した。戦後は小山会議で去就を決めかねていた諸侯を徳川加担に向かわせた発言が功績として評価され、土佐国一国・9万8,000石を与えられた。後に、高直しにより20万2,600石を幕府から認められている。
土佐国拝領に関しては、取次を榊原康政が担当したものの、朱印状や領知宛行状の類は発給されていない。これは当時の徳川家康が豊臣家重臣の立場であったため、主君である豊臣秀頼に断りなく発給できなかった事情がある。そのため、拝領は口約束のみで決定された。

### 土佐一国の領主として

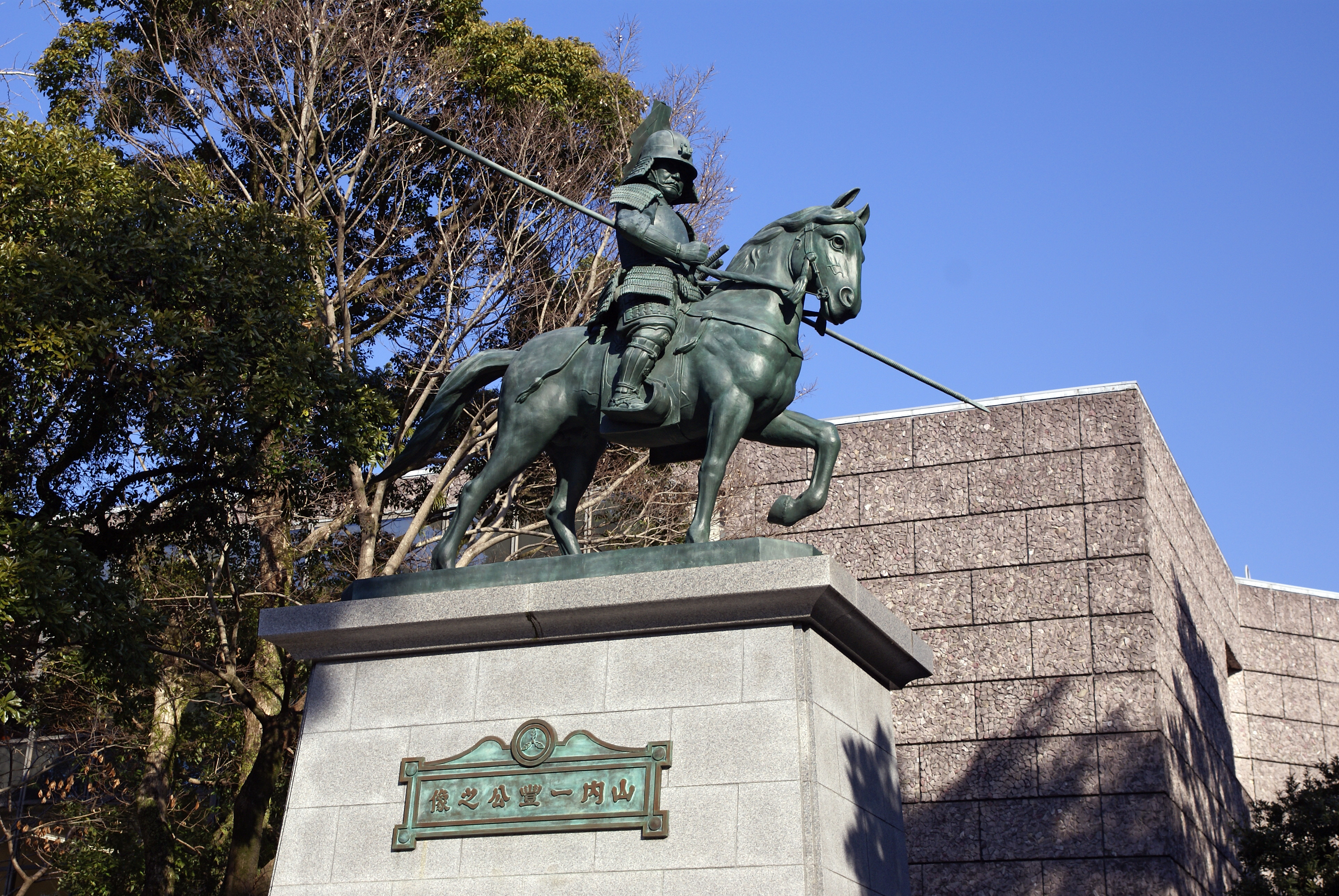
本山白雲作の山内一豊の銅像（高知城公園）

慶長6年（1601年）、掛川から土佐に移封となり、浦戸城に入城する。一領具足を中心とした旧長宗我部氏の家臣団は新領主に反発し、土佐国内で多くの紛争（旧主長宗我部盛親の復帰を求めるなど）を起こした（浦戸一揆、滝山一揆など）。これに対して一豊は、1601年3月1日、新国主入城の祝賀行事として桂浜で相撲を興行し、士民に観覧させた。東の甲浦から西の宿毛にいたる国中から取手を招いたので大勢の見物人が集まった。一豊はかねてから浦戸一揆に関与していた一領具足や庄屋を調査していたので、これらの人々のうちから、リストに載っていた73人を捕まえて種崎の浜辺で磔にした。一方で新規召し抱えの家臣は上方で募るなど、重要な役職を主に外来の家臣で固めたが、有益な長宗我部旧臣は懐柔して登用した。当時はまだ土佐領内に不満分子が完全に排除されていなかった為、高知城の築城の際などには一豊と同装束六人衆を影武者として共に現地を視察した。
高知平野内の大高坂山城跡に統治の中心拠点として高知城を築城し、城下町の整備を行った。領民に対して食中毒を気遣い、鰹を刺身で食べることを禁じたという話が伝わる。それに対し、領民が鰹の表面のみをあぶり、刺身ではないと言い繕って食すようになった。これが鰹のタタキの起源だとされている。
慶長8年（1603年）、豊臣姓を下賜されて、従四位下・土佐守に叙任された。
慶長10年（1605年）、高知城にて病死した。享年61。法名は大通院殿心峯宗伝大居士。
墓所は国史跡の土佐藩主山内家墓所（高知県高知市筆山町）で公益財団法人土佐山内記念財団が管理団体となっている。山内家墓所の北側（高知市天神町）には筆頭菩提寺の真如寺が位置する。また、京都市右京区花園妙心寺町の正法山妙心寺大通院には一豊と千代の夫妻の墓がある。
現在、高知城には（右上の写真にある）一豊が騎馬姿で槍を持った姿の銅像が建てられている。

## 人物
- 関ヶ原の戦い直前、自分の居城を明け渡して兵糧を提供した。そして譜代衆を入れて充分に利用してもらえれば、留守を守るために自分の兵をさく必要もなく、それだけ出陣の人数も多くなるので万事好都合であると述べたとされる（『鶴頭夜話』）[12]。だがこれは一豊の創案ではなく、堀尾忠氏の考えであった（『藩翰譜』）[13]。
- 身体は太り過ぎで、目が少し赤く、志は広く、性質は温和で、自分のことは語らず、諸士に対して情け深く、礼儀正しく会釈をし、遊学を事とせず、部下を愛し、常に言葉は和やかで、口数は少ない。しかし戦場では多弁になり、大声で叱咤し、言葉もはっきりしている。平常食事をする時、箸先をつけられるが、まことに上品である。酒は盃に二、三杯を限度として、茶の湯や能はわずかにもて玩ぶ程度である（『一豊公御伝記』）[14]。
- 土佐入国の際に長宗我部元親の遺臣団の一領具足に手を焼いて浦戸一揆が起こっている。慶長8年3月1日、新国主入城の祝賀行事として反乱を鎮めるために相撲の興行を開き、東の甲浦から西の宿毛にいたる国中から知名の取手をまねいたので、大勢の見物客がつめかけた。一豊はかねて浦戸一揆に関係していた一領具足や庄屋を調査していたので、これらの人々のうちから家臣に命じて浦戸一揆に関係した73人をそこで捕らえて磔にした[15]。
- 近江の長浜城主となった翌年の元旦から、一豊を含む家臣一同は紙衣着用で年頭儀礼を行うようになる。この慣習は土佐へ入国後も踏襲され、明治4年正月に廃止されるまで継続されたが、庶民派を意識したわけではなく、一豊着用の紙衣には襟部分に輸入された木綿が使用されるなど、大名間で豪華絢爛な紙衣が流行だった当時を反映したものである[16]。

## 官歴と所領推移
- 天正元年（1573年）、近江国唐国（滋賀県長浜市唐国町）に400石を領す。
- 天正3年（1577年）、播磨国有年（兵庫県赤穂市有年）に700石を加増。
- 天正10年9月25日（1582年10月21日）、播磨国印南郡（兵庫県南部地域）に500石を加増。
- 天正11年8月1日（1583年9月16日）、河内国禁野（大阪府枚方市禁野本町あたり）に361石を加増。
- 天正12年（1584年）9月、近江国長浜城主となって、5,000石を領す。
- 天正13年6月2日（1585年6月29日）、若狭国高浜城主となって1万9,870石を領す。8月、豊臣秀次の宿老となる。閏8月21日（10月21日）、近江国長浜城主となって2万石を領す。
- 天正13年（1585年）9月～天正14年（1586年）4月　正五位下対馬守に叙任（『一豊公記』）。なお豊臣家臣で一豊と同格の人物の多くは当時従五位下に叙せられているため、正五位下ではなく従五位下の誤記ではないかとの説もある。
- 天正18年9月20日（1590年10月21日）、遠江国掛川城主として5万石を領す。さらに10月25日（11月22日）、遠江国周智郡一宮（静岡県周智郡森町一宮）1万9980石の代官にもなる。
- 文禄3年9月21日（1594年11月2日）、伊勢国鈴鹿郡（三重県鈴鹿市）で1,000石加増。
- 文禄4年7月15日（1595年8月26日）、遠江国内の豊臣秀次所有の蔵入地より8,000石を加増。
- 慶長5年（1600年）11月、土佐国内9万8,000石（後の検地で20万2,600石）を領有する大名となる。
- 慶長8年3月25日（1603年5月6日）、従四位下に昇叙し、土佐守に転任する（『徳川実紀』）。
- 慶長10年9月20日（1605年11月1日）、卒去。
- 1919年（大正8年）11月15日、贈従三位。

## 見性院
一豊の妻である見性院（千代、まつ）は夫を「内助の功」で助けた賢妻とされており、嫁入りの持参金（貧しいながらも貯めたへそくりとの説もある）で名馬（鏡栗毛）を買った。この逸話は特に第二次世界大戦以前の日本において教科書に採り上げられ、女性のあるべき姿として学校教育に用いられた。真偽のほどは定かではないが、千代紙の由来になった人物としても知られている。

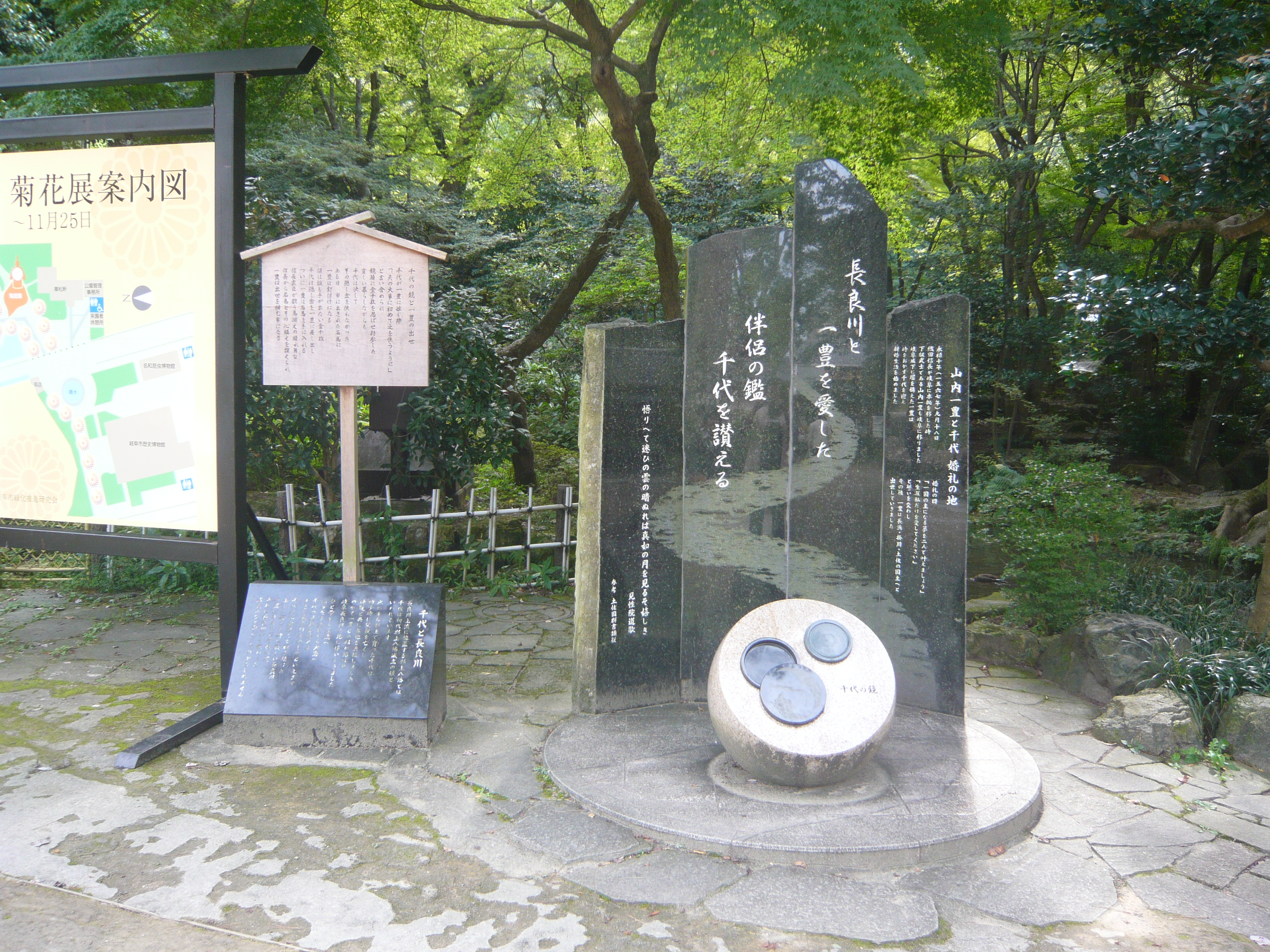
山内一豊と千代 婚礼の地の碑 岐阜公園（岐阜市）
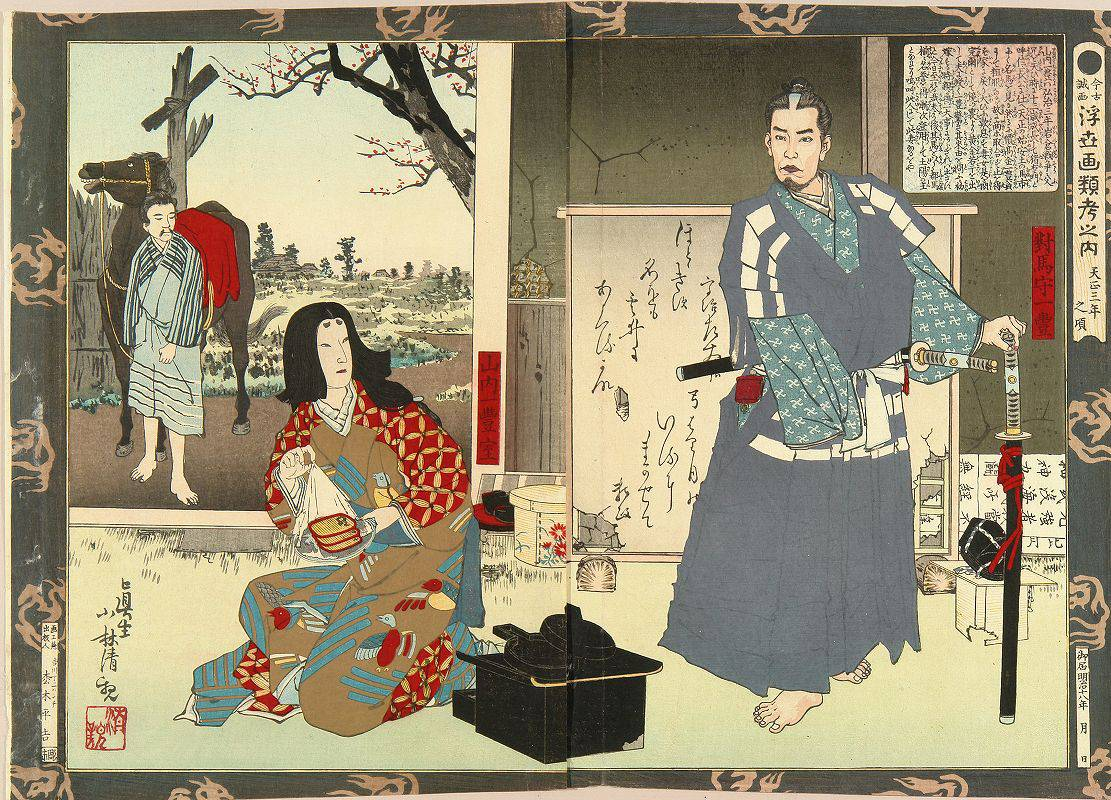
「今古誠画 浮世画類考之内 天正三年之頃（山内一豊）」 大判二枚続 小林清親画 明治18年（1885年） 一豊に名馬を買わせるため持参金を渡す妻
山内一豊と妻の像（岐阜県郡上市八幡町柳町一の平）

### 一豊公&千代様サミット
山内一豊に関連する市町村が集まって、「一豊公&千代様サミット」が開かれている。平成6年（1994年）結成。旧土佐藩に当たる高知市では、読みについては現・山内家（元侯爵）口伝（史料、系図、家臣に与えた偏諱も同様）により「やまうち かつとよ」である。
このサミット以外に、血縁関係の市町村が結成するサミットには伊達交流サミットなどがある。
参加市町村
- 一宮市（愛知県）
- 岩倉市（愛知県）
- 犬山市（愛知県）
- 掛川市（静岡県）
- 郡上市（岐阜県）
- 安八町（岐阜県安八郡）
- 高知市（高知県）
- 長浜市（滋賀県） - (旧長浜市､旧虎姫町)
- 米原市（滋賀県） - (旧近江町)
- 高浜町（福井県大飯郡）

## 系譜
- 父：山内盛豊（1510-1557/59?）
- 母：法秀尼（?-1586） - 梶原氏?
- 正室：見性院（1557-1617） - 千代またはまつ、若宮友興の娘、または遠藤盛数の娘とも
  - 長女：与祢（1580-1586）
- 養子：
  - 男子：湘南宗化（1586?-1637）
  - 男子：山内忠義（1592-1665） - 山内康豊の長男
  - 女子：乾和信室 - 安東郷氏次女

## 家臣
| - 五藤為浄 - 五藤為重 - 祖父江勘左衛門 - 祖父江一秀 | - 百々綱家 - 寺村重友 - 市川山城 - 永原一照（山内刑部） | - 乾和信（山内彦作） - 乾宣光（山内彦作） - 乾和三（山内備後） - 乾正信（板垣加助） | - 柏原久宅（柏原新之丞） - 林一吉（山内伊賀） - 深尾重良 |

## 史料
- 『第一代　一豊公紀』山内神社宝物資料館〈山内家史料〉、1980年6月。NDLJP:12262465/79。(要登録)
- 『一豊公御武功附御伝記』

## 関連作品
小説
- 司馬遼太郎『功名が辻』文藝春秋社、上下巻組。1965年6月／7月刊。妻の千代が主役の作品で、史実と異なり良妻に助けられる愚夫として描かれていると、一豊の子孫山内豊秋に批判されている[17]。
- 永井路子『一豊の妻』文春文庫、1972年。千代の悪妻振りに一豊が辟易するという『功名が辻』と全く逆のストーリー。
- 橋田壽賀子『旦那さま大事 山内一豊の妻』ラインブックス、1995年。同名ドラマのノベライズ。
- 鯨統一郎『山内一豊の妻の推理帖』光文社文庫、2012年。妻千枝を安楽椅子探偵役とした推理短編集。

映画
- 『山内一豊の妻』新興キネマ製作。監督：牛原虚彦、一豊：羅門光三郎、千代：国友和歌子。昭和14年（1939年）公開

テレビドラマ
- 戦国夫婦物語「功名が辻」（1966年、NET〔テレビ朝日の前身〕　一豊：三橋達也、千代：団令子）
- 国盗り物語（1973年、NHK大河ドラマ　一豊：東野英心、千代：樫山文枝）

このドラマでは司馬遼太郎原作の5つの小説の主人公が活躍しており、『功名が辻』の主人公である千代の朗らかな魅力が人気を博した。
- 徳川家康（1983年、NHK大河ドラマ、演：小野泰次郎）
- 旦那さま大事（1986年、TBS 一豊：西田敏行、千代：佐久間良子）
- 司馬遼太郎の功名が辻（1997年、テレビ朝日・東映　一豊：宅麻伸、千代：檀ふみ）
- 功名が辻（2006年、NHK大河ドラマ　一豊：上川隆也／少年期：途中慎吾、千代：仲間由紀恵／少女期：永井杏）

演劇
- 功名が辻（1966年、一豊：市村竹之丞、千代：鳳八千代）
- 花小袖（1975年、一豊：御木本伸介、千代：木暮実千代）
- 花小袖（1976年、一豊：渡辺文雄、千代：木暮実千代）
- 千代の小袖（1981年、一豊：江原真二郎、千代：十朱幸代）
- 一豊の妻（1988年、一豊：坂上二郎、千代：園佳也子）
- 功名が辻 山内一豊の妻（2000年、一豊：渡辺徹、千代：富司純子）